# Giórgos Papakonstantínou
Giórgos Papakonstantínou, en grec moderne : Γιώργος Παπακωνσταντίνου, né le 30 octobre 1961 à Athènes, est un homme politique grec, ancien membre du PASOK.

## Biographie
Docteur en économie de la London School of Economics et diplômé de l'université de New York, Giórgos Papakonstantínou passa dix ans au service de l'OCDE à Paris.
En 1998, il devient conseiller du Premier ministre Costas Simitis, puis du ministre des finances de l'époque pour la « société de l'information ». Il enseigne l'économie à l'Université d’économie d’Athènes entre 2003 et 2007.
En 2007, il est élu député au parlement hellénique pour le nome de Kozani, puis député européen en 2009.

### Rôle dans la crise des finances grecque
À la suite de la victoire du PASOK en 2009, il est nommé ministre des Finances dans le gouvernement Giórgos Papandréou. 
Quelques semaines après qu'il prenne ses fonctions, il découvre qu'il hérite d'un déficit des comptes publics beaucoup plus élevé que les chiffres officiels présentés sous le précédent gouvernement de Nouvelle Démocratie (Grèce). Il se retrouve ainsi en première ligne de la gestion de la crise grecque et a notamment pour rôle de négocier un plan de sauvetage européen, et l'instauration de multiples programmes d'austérité.
Face à la montée de son impopularité, il est remplacé comme ministre des finances par Evangelos Venizelos le 17 juin 2011, et est nommé ministre de l'Environnement. Reconduit par Loukás Papadímos le 11 novembre 2011, son mandat prend fin le 17 mai 2012.
En décembre 2012, il est exclu de son parti dans le cadre du scandale dit de la « liste Lagarde ». Il aurait effacé de cette liste de détenteurs de comptes en Suisse trois noms de personnalités grecques proches de sa famille. Papakonstantinou rejette formellement ces allégations. En 2015, la Cour de Justice grecque va lever la plupart des charges contre lui, après qu'il était été démontré que la clé USB contenant le fichier dans lequel certain nom avaient été supprimés n'était pas la sienne, et que les personnes concernées dans la liste n'étaient pas coupable d'évasion fiscale. Il obtiendra néanmoins une sentence minime d'un an de prison avec sursis pour écart de conduite.
Papakonstantínou publie en avril 2016 un livre dans lequel il raconte la crise grecque et son rôle dans cette crise.